# Just A Side Of Love
「Just A Side Of Love」（ジャスト・ア・サイド・オブ・ラブ）は、2016年1月13日に発売されたKeishi Tanakaの6枚目のシングルである。

## 概要
- 田中自らオファーしたLEARNERSによってプロデュースでされた[2]。
- ミュージックビデオの監督は関山雄太が手掛けた[3]。

## ヘビーローテーション
- TOKYO FM「LOVE CONNECTION」2016年7月度 MUSIC TAG[4]

## 収録曲
1. Just A Side Of Love (3:16)
  - 作詞・作曲：Keishi Tanaka

ゲストボーカルとして紗羅マリーを迎えた。邦題は「恋のすぐそばで」。
2. Look For The Silver Lining (2:35)
  - 作詞：バディ・G・デシルヴァ、作曲：ジェローム・カーン

チェット・ベイカーのカバー。

## リリース一覧
| 発売日       | 形態            | 品番    | レーベル     | 脚注  |
| ------------ | --------------- | ------- | ------------ | ----- |
| 2016年7月6日 | CD              | NIW-121 | Niw! Records | [ 2 ] |
| 2016年7月6日 | 7インチシングル | NEP-71  | Niw! Records | [ 5 ] |
| 2016年7月6日 | 音楽配信        |         | Niw! Records | [ 6 ] |